# Mešita Yeni Valide
Mešita Yeni Valide (turecky:Yeni Valide Camii) se nachází v Üsküdaru v Istanbulu. Pochází z 18. století.

## Historie
Stavba mešity Yeni Valide započala v roce 1708 a byla dokončena v roce 1710. Byla vystavěna pro osmanského sultána Ahmeda III. a věnována byla na památku jeho matky Emetullah Rabia Gülnus Sultan. Komplex se skládá z imaretu (nemocnice), arasty, základní školy, hrobky Emetullah, nádvoří s fontánou, hodinové věže a kanceláří. Budova se řadí mezi klasickou osmanskou architekturu.

## Externí odkazy

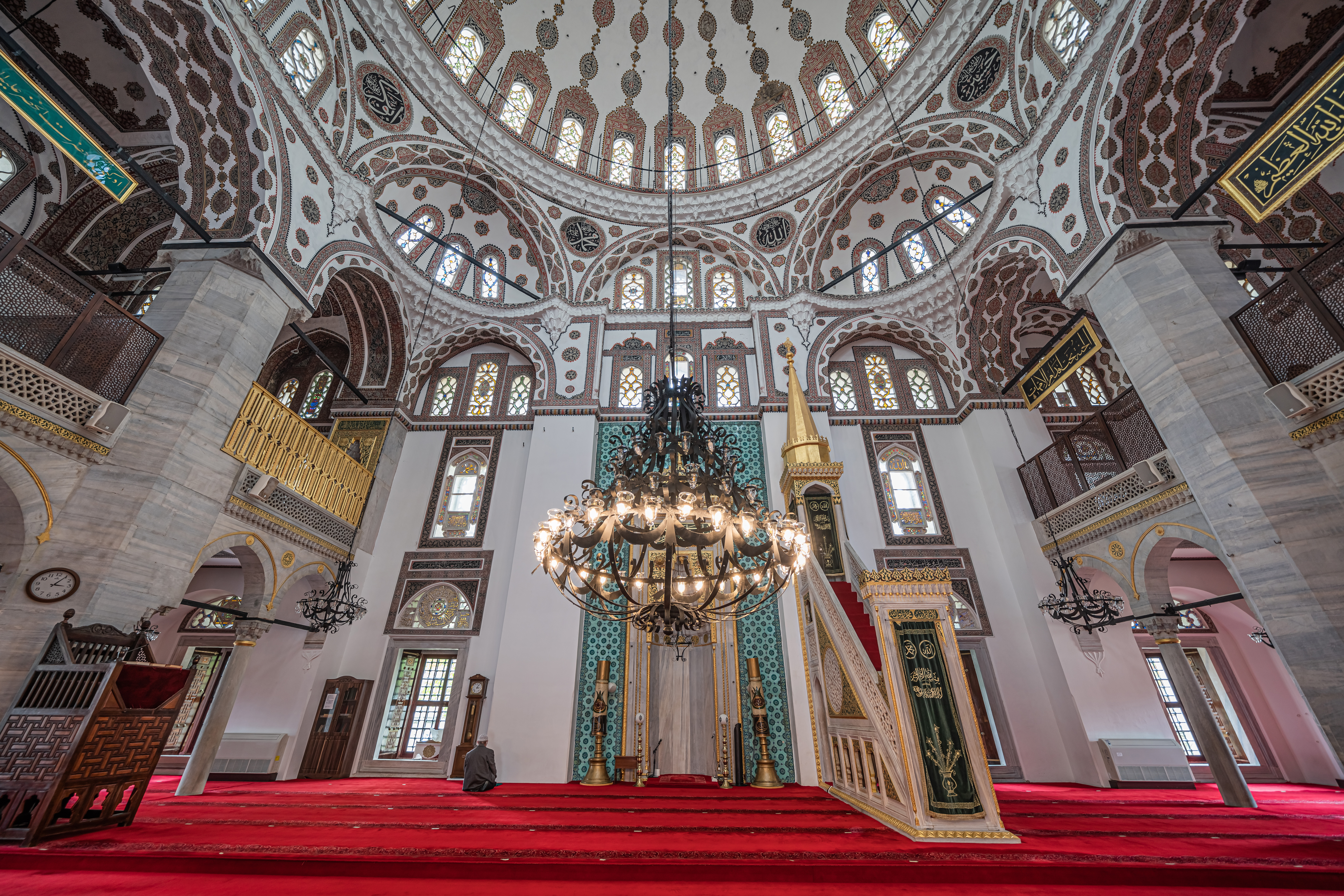
Interiér mešity